# Záborské
Záborské (em húngaro: Harság) é um município da Eslováquia, situado no distrito de Prešov, na região de Prešov. Tem 5,37 km² de área e sua população em 2018 foi estimada em 951 habitantes.

## Demografia
| Ano:        | 1994 | 2004    | 2014    | 2024    |
| ----------- | ---- | ------- | ------- | ------- |
| Broj ljudi: | 404  | 509     | 711     | 1219    |
| Razlika:    |      | +25,99% | +39,68% | +71,44% |

| Ano:               | 2023 | 2024   |
| ------------------ | ---- | ------ |
| Número de pessoas: | 1204 | 1219   |
| Diferença:         |      | +1,24% |